# 聖ヘレナの幻視 (ヴェロネーゼ、ロンドン・ナショナル・ギャラリー)
『聖ヘレナの幻視』（せいヘレナのげんし、伊: La Visione di Sant'Elena, 英: The Vision of Saint Helena）あるいは『聖ヘレナの夢』（せいヘレナのゆめ、伊: La Sogno di Sant'Elena, 英: The Dream of Saint Helena）は、ルネサンス期のヴェネツィア派の画家パオロ・ヴェロネーゼが1570年頃に制作した宗教画である。油彩。主題はキリスト教の聖人の聖ヘレナことローマ皇帝コンスタンティヌス1世の母フラヴィア・ユリア・ヘレナ（Flavia Julia Helena）から採られている。現在はロンドンのナショナル・ギャラリーに所蔵されている。また異なるバージョンがヴァチカン市国のヴァチカン絵画館に所蔵されている。

## 主題
皇帝コンスタンティヌス1世によってローマ帝国でキリスト教が公認されると、聖ヘレナは巡礼や慈善などの宗教的活動に尽くした。伝説によると聖ヘレナは夢で天使によってキリストが磔刑にされた十字架の在処を告げられ、聖地エルサレムでそれを探すように勧められた。そこで彼女はエルサレムを訪れて聖堂を建立したが、その際に聖遺物である3つの聖十字架の木片を発掘した。また木片に触れた女性の病が治癒されたためキリストの十字架であると分かったという。

## 作品
聖ヘレナは窓際で座った姿勢のまま眠っている。聖女は金色とピンクのドレスを身に着け、石のベンチに右足を乗せ、欄干に右肘を突いて頭を支えている。画面上に現れた天使たちは聖女が夢の中で見た神秘的なビジョンである。2人の天使たちは聖遺物である真の十字架を持って現れ、聖ヘレナに十字架の在処を伝えようとしている。ヴェロネーゼの作品としては非常に珍しく、聖ヘレナの衣装はヴェロネーゼが好んだ豪華な模様や細部あるいは装飾品が一切描かれていない。そのため光は柔らかく混ざり合った色彩の上に波打つように広がる。ヴェロネーゼの描き方は無駄がなく見事であり、まるで眠る聖女の身体に夢が流れているようである。この効果は海岸の湿った砂に輝く太陽の光に喩えられている。

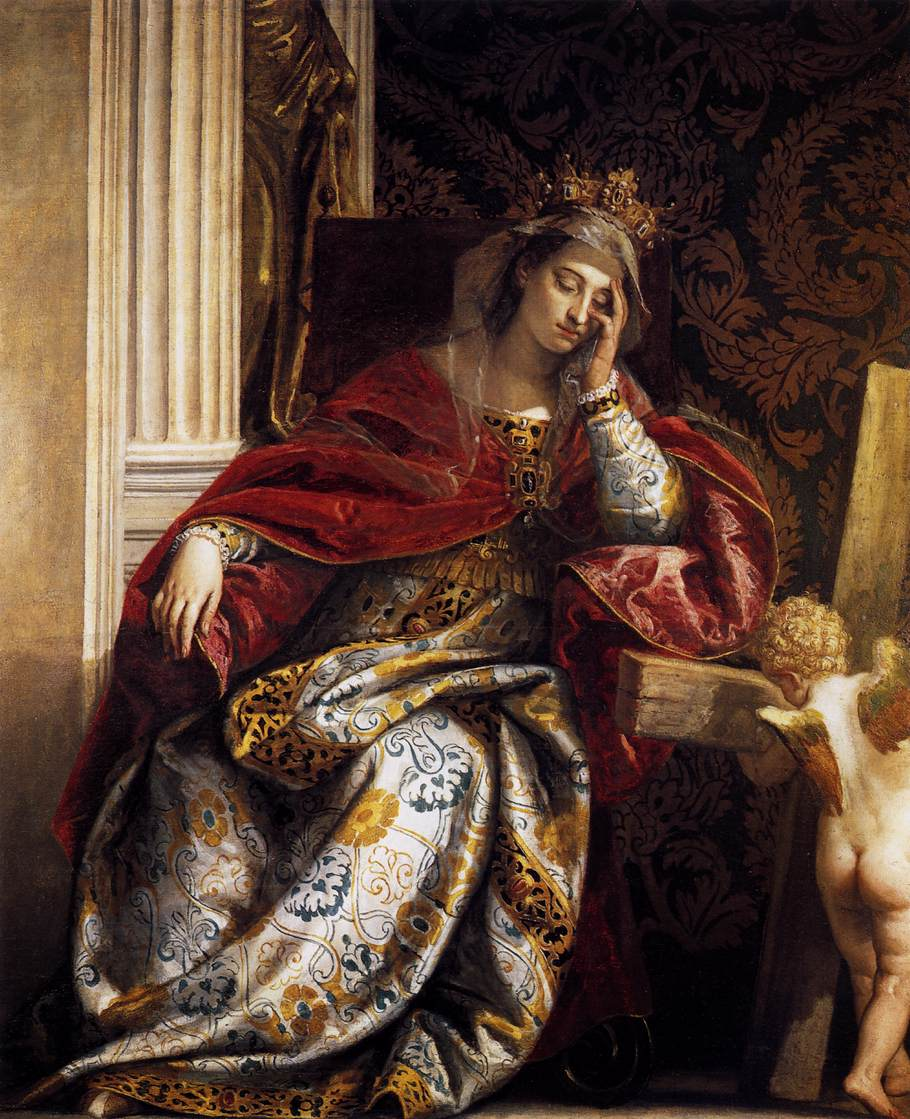
別バージョンの『聖ヘレナの幻視』。1580年頃。ヴァチカン絵画館所蔵。

ヴェネツィア派の絵画では聖ヘレナはもっぱら十字架の横に立つ姿で描かれたが、ここでは眠っている聖ヘレナが描かれている。この図像的源泉としてはフィレンツェのウフィツィ美術館に所蔵されているラファエロ・サンツィオの素描「窓の欄干に座る若い女性とその他の人物および建築の習作」（Giovane donna seduta al parapetto di una finestra e altri studi, di figura e architettonici）に基づいて制作されたマルカントニオ・ライモンディの版画『聖ヘレナの幻視』（La Sogno di Sant'Elena）から派生している。ラファエロの素描はおそらく別の人物を意図したものであった。初期の碑文ではこの素描はギリシア神話の女性ダナエであるとされている。ただし、ヴェロネーゼの聖ヘレナがほぼ画面全体を占めるドラマチックな切り取りと、上部の天使と十字架の複雑かつ珍しい配置は版画と異なっている。
絵画は近距離で見ることができる場所ではなく、鑑賞者よりも高い場所に設置されることを意図していたことは明らかである。聖ヘレナの顎の下側が見え、窓から見える風景が空しかないことは低い視点から見上げるように鑑賞されることを計算した構図上の性格を示唆している。おそらく絵画は教会のオルガンの扉を飾るために制作された可能性がある。実際に画面のサイズはヴェロネーゼがヴェネツィアのムラーノ島にあるサン・ジャコモ教会（Chiesa di San Giacomo）のオルガンの扉を装飾するために制作した作品とほぼ同じ大きさである。オルガンの扉はしばしば左右ごとに聖人が1人ずつ描かれた。そこで本作品の対として息子のコンスタンティヌス1世が描かれた可能性が高い。聖ヘレナとコンスタンティヌス1世は聖十字架を祀るフランシスコ会の教会でよく見られる。
画面上部と下部は切り落とされたため、左側の天使と聖ヘレナの左足が失われている。空は青色として使用された顔料のスマルトが劣化したことにより黄灰色に変化している。

## 来歴
本作品と思われる絵画の最初の記録は1646年カルロ・リドルフィの記述である。それによるとパドヴァのコンタリーニ邸（Casa Contarini）にヴェロネーゼが描いた夢の中で2人の天使に支えられた十字架のビジョンを見る聖ヘレナの絵画があったいう。さらにおそらく同一と思われる絵画が、アランデル伯爵夫人アレシア・ハワードの死後の1655年にアムステルダムで作成されたコレクション目録に記載されている。絵画は初代マールバラ公爵ジョン・チャーチルが所有していた。その後、スコットランドの大地主、美術収集家、アマチュア画家のヒュー・アンドリュー・ジョンストーン・マンローの手に渡った。ナショナル・ギャラリーは所有者の死後の1878年の競売で3300ギニーという高額で購入した。

## ギャラリー
関連画像

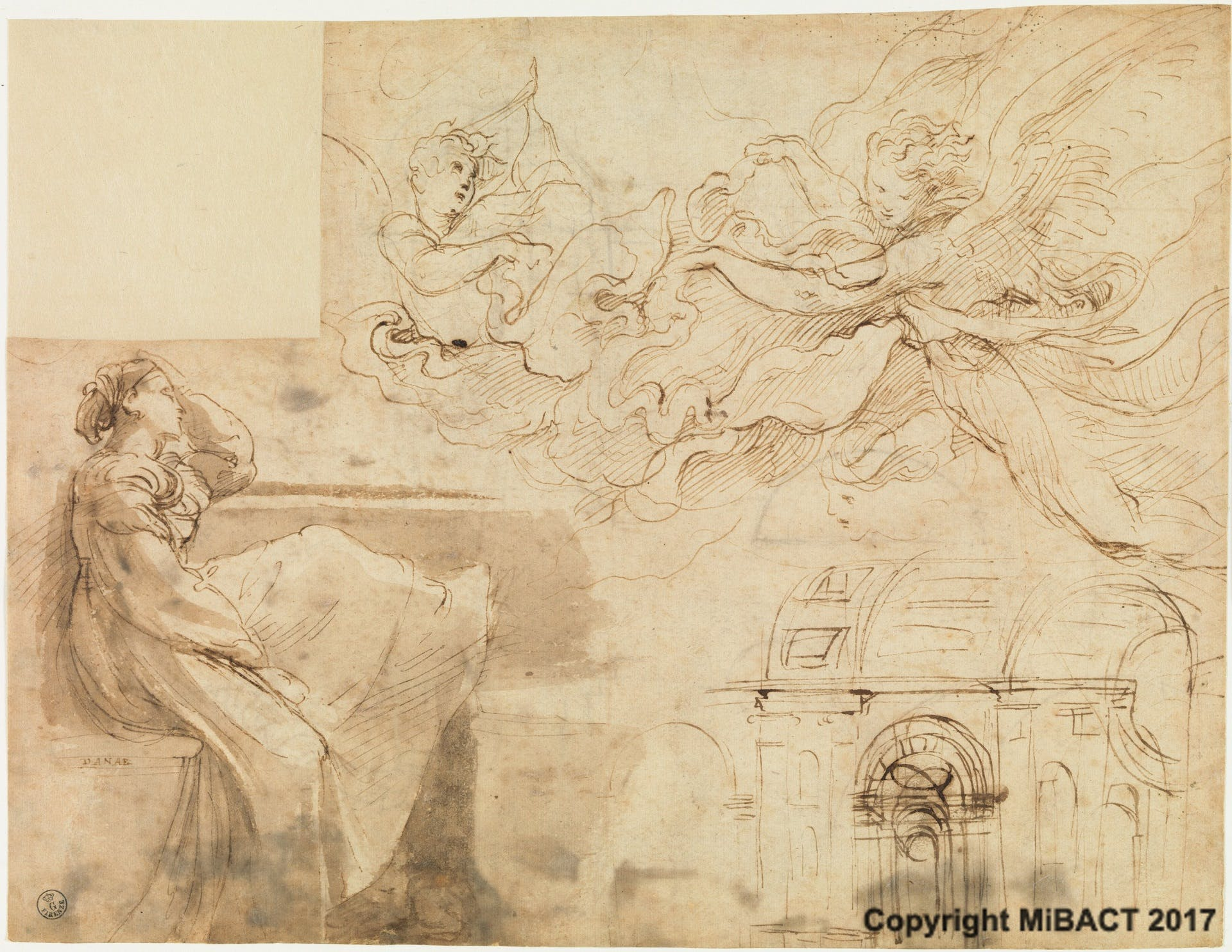
ラファエロ・サンツィオ「窓の欄干に座る若い女性とその他の人物および建築の習作」1511年-1514年頃 ウフィツィ美術館所蔵
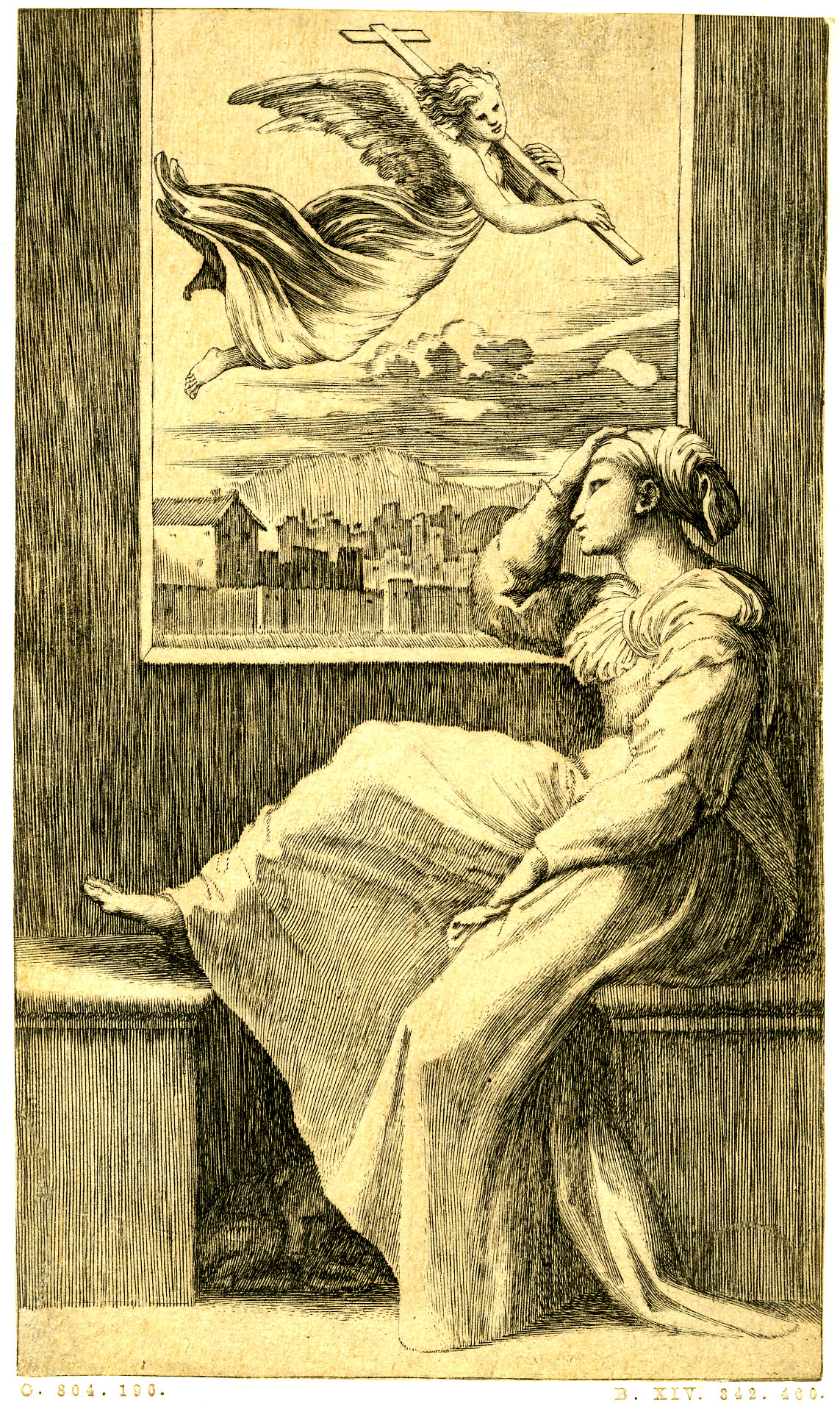
マルカントニオ・ライモンディ「聖ヘレナの幻視」1515年-1520年頃 大英博物館所蔵